# Deutschland Tour 2008
Die 10. Deutschland Tour fand vom 29. August bis zum 6. September 2008 statt.
Das einwöchige Rad-Etappenrennen startete mit einem 4 km langen Prolog in Kitzbühel und endete mit einem Einzelzeitfahren in Bremen. Die Gesamtdistanz betrug 1409 Kilometer. Die Rundfahrt war Teil der UCI ProTour 2008.
Erstmals bei einer Radsportveranstaltung wurden die Fahrer auf Insulin-Doping getestet.
Gleich nach der ersten Etappe nach Hochfügen, die schon im Vorfeld als Königsetappe bestimmt worden war, führte Linus Gerdemann vom Team Columbia das Klassement an. Diese Führung konnte er in den folgenden Etappen und im abschließenden Einzelzeitfahren vor seinem Mannschaftsgefährten Thomas Lövkvist verteidigen, welcher in der Punkte- und der Nachwuchswertung siegte. Die Bergwertung gewann Daniel Musiol.

## Teilnehmerfeld
Neben den 18 UCI ProTeams nahmen die Professional Continental Teams Volksbank und Skil-Shimano teil, die jeweils eine Wildcard erhielten. Das Team Scott-American Beef (ehemals Saunier Duval-Scott) wurde nach den Dopingfällen bei der Tour de France 2008 offiziell von den Organisatoren ausgeladen. Es durfte aber als ProTour-Team an der Rundfahrt teilnehmen.
Das erfolgreichste Team der Tour wurde das Team Columbia, welches insgesamt vier Etappensiege verbuchen konnte. Zudem gewannen mit Linus Gerdemann und Thomas Lövkvist auch zwei Columbia-Fahrer die Gesamt-, Sprint- und Nachwuchswertung. Dennoch gewann nicht Columbia, sondern das Team Scott-American Beef die Mannschaftswertung, außerdem holte es durch David de la Fuente einen Etappensieg. Weitere Teams mit Etappensiegen waren das Team Milram, Liquigas, Française des Jeux sowie Cofidis.
Bei den Fahrern verpasste Jens Voigt den dritten Sieg in Folge deutlich, er wurde in Bremen letztendlich 63. Auch der als Mitfavorit angereiste Denis Menschow sowie der beste Bergfahrer der Tour de France 2008, Bernhard Kohl, enttäuschten. Menschow stieg aus, Kohl wurde 92. Den Dreikampf um die Spitze lieferten sich beim letzten Zeitfahren die ebenfalls favorisierten Fahrer Linus Gerdemann und Janez Brajkovič sowie der Schwede Thomas Lövkvist.
| Jens Voigt           | Deutschland | CSC | Sieger Deutschland Tour 2006 und 2007                            |
| Gustav Larsson       | Schweden    | CSC | Olympiazweiter Zeitfahren 2008 und Neunter Deutschland Tour 2007 |
| Janez Brajkovič      | Slowenien   | AST | Fünfter Tour de Suisse 2006                                      |
| Wladimir Karpez      | Russland    | GCE | Sieger Katalonien-Rundfahrt 2007 und Tour de Suisse 2007         |
| Markus Fothen        | Deutschland | GST | Vierter Tirreno–Adriatico 2008 und Zwölfter Giro d’Italia 2005   |
| Haimar Zubeldia      | Spanien     | EUS | Zweimal Fünfter Tour de France                                   |
| Linus Gerdemann      | Deutschland | THR | Sieger Tour de l’Ain 2008                                        |
| Cyril Dessel         | Frankreich  | ALM | Sechster Tour de France 2006                                     |
| Leonardo Bertagnolli | Italien     | LIQ | Vierter Deutschland Tour 2007                                    |
| Maxime Monfort       | Belgien     | COF | Fünfter Baskenland-Rundfahrt 2008                                |
| Christian Knees      | Deutschland | MRM | Sieger Bayern-Rundfahrt 2008                                     |

Die maximale Fahreranzahl pro Team betrug 8 Fahrer. Es waren 154 Fahrer aus 28 Nationen gemeldet.

## Etappen

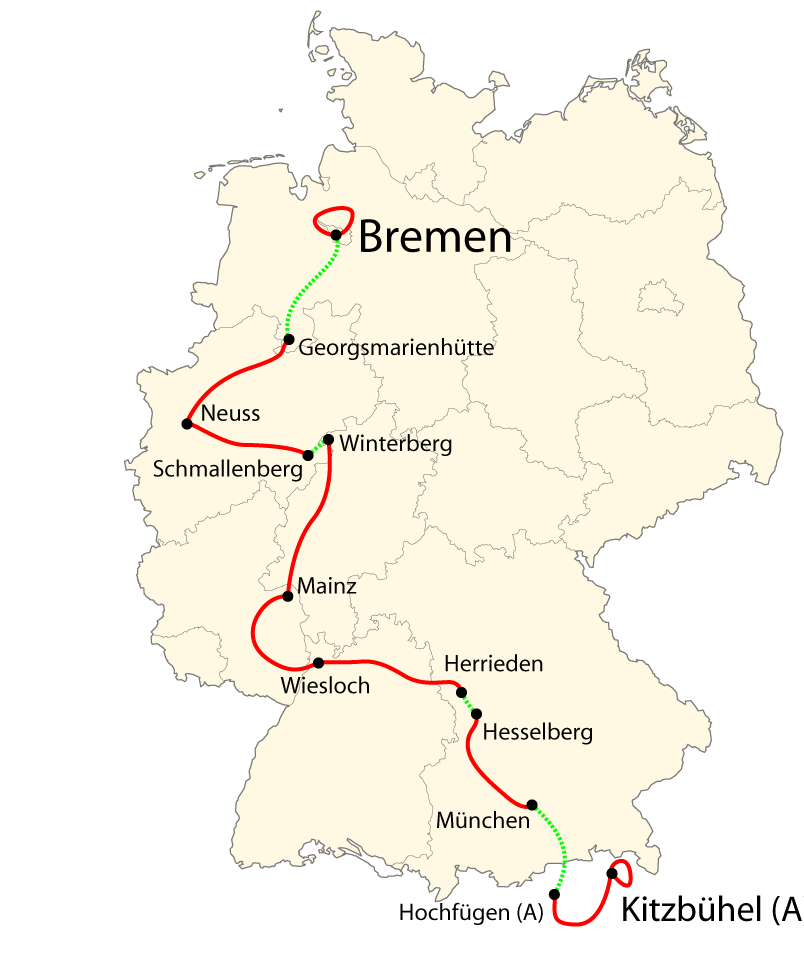
Streckenverlauf Deutschland Tour 2008

Wie bei der Tour de France 2008 wurden die Zeitgutschriften bei Zwischensprints oder im Ziel abgeschafft, sodass das Gesamtklassement alleine auf der gefahrenen Zeit beruhte. Den Auftakt gab ein Prolog, mit der ersten Etappe von Kitzbühel nach Hochfügen folgte dann gleich die Königsetappe. Anschließend kamen sechs weitere, meist flache Etappen, die Entscheidung fiel im abschließenden Zeitfahren.

### Übersicht
| Etappe    | Typ               | Start–Ziel                | Sieger               | Sieger | Zweiter            | Zweiter | Dritter              | Dritter |
| --------- | ----------------- | ------------------------- | -------------------- | ------ | ------------------ | ------- | -------------------- | ------- |
| Prolog    | EZF               | Kitzbühel (AUT)–Kitzbühel | Brett Lancaster      | MRM    | Gustav Larsson     | CSC     | Gerald Ciolek        | THR     |
| 1. Etappe | Hochgebirgsetappe | Kitzbühel–Hochfügen (AUT) | Linus Gerdemann      | THR    | Thomas Lövkvist    | THR     | Janez Brajkovič      | AST     |
| 2. Etappe | Hügelige Etappe   | München–Hesselberg        | David de la Fuente   | SDV    | Pietro Caucchioli  | C.A     | Thomas Lövkvist      | THR     |
| 3. Etappe |                   | Herrieden–Wiesloch        | Leonardo Bertagnolli | LIQ    | Rigoberto Urán     | SDV     | Thomas Lövkvist      | THR     |
| 4. Etappe |                   | Wiesloch–Mainz            | André Greipel        | THR    | Robbie McEwen      | SIL     | Robert Förster       | GST     |
| 5. Etappe | Hügelige Etappe   | Mainz–Winterberg          | Gerald Ciolek        | THR    | Rubens Bertogliati | SDV     | Leonardo Bertagnolli | LIQ     |
| 6. Etappe |                   | Bad Fredeburg–Neuss       | Jussi Veikkanen      | FDJ    | Maxim Iglinski     | AST     | Thierry Hupond       | SKS     |
| 7. Etappe |                   | Neuss–Georgsmarienhütte   | Stéphane Augé        | COF    | Thierry Hupond     | SKS     | Mauro Da Dalto       | LIQ     |
| 8. Etappe | EZF               | Bremen–Bremen             | Tony Martin          | THR    | Bert Grabsch       | THR     | Gustav Larsson       | CSC     |

### Prolog: Kitzbühel
| 1 | Brett Lancaster | Australien  | MRM | 0:03:59 h  |
| 2 | Gustav Larsson  | Schweden    | CSC | + 0:00 min |
| 3 | Gerald Ciolek   | Deutschland | THR | + 0:02 min |
| 4 | Markus Fothen   | Deutschland | GST | + 0:03 min |
| 5 | Mark Renshaw    | Australien  | C.A | + 0:04 min |

Der mit 3,6 Kilometer vergleichsweise kurze Prolog startete am Schwarzsee und führte die Fahrer nach einer Durchfahrt der Altstadt zur Talstation der Hahnenkammbahn. Lange Zeit hielt Mark Renshaw (Crédit Agricole) die Führung, er wurde nach über einer Stunde an der Führung allerdings um mehrere Sekunden von Brett Lancaster (Milram) distanziert. Auch dessen Zeit schien gefährdet, doch durch einen Sturz verlor Tony Martin (Columbia) einige Sekunden und verpasste nach einer Zwischenbestzeit die Führung.
Anschließend gelang es auch Gerald Ciolek (Columbia, 1,79 Sekunden Rückstand) sowie dem Olympiazweiten von Peking, Gustav Larsson (CSC, 0,1 Sekunden zurück) nicht, Lancaster zu verdrängen. Mitfavorit Linus Gerdemann (Columbia) wurde Siebter, der zuletzt gestartete Titelverteidiger Jens Voigt (CSC) nur 51.
Damit siegte Brett Lancaster vor Gustav Larsson und Gerald Ciolek. Lancaster übernahm folglich die Führung in der Punktewertung. Ciolek war bester Fahrer im Nachwuchsklassement.

### 1. Etappe: Kitzbühel–Hochfügen
| 1 | Linus Gerdemann   | Deutschland | THR | 4:42:54 h  |
| 2 | Thomas Lövkvist   | Schweden    | THR | + 0:16 min |
| 3 | Janez Brajkovič   | Slowenien   | AST | + 0:16 min |
| 4 | Pietro Caucchioli | Italien     | C.A | + 0:50 min |
| 5 | José Rujano       | Venezuela   | GCE | + 0:50 min |

Die erste Etappe war eine 178 km lange Bergetappe. Sie führte von Kitzbühel über den Pass Thurn und den Gerlospass nach Hochfügen. Linus Gerdemann (Team Columbia) konnte sich im Schlussanstieg absetzen. Trotz technischer Probleme mit der Gangschaltung siegte er vor seinem Teamkollegen Thomas Lövkvist und dem Astana-Fahrer Janez Brajkovič. Dieses Duo hatte 16 Sekunden Rückstand auf Gerdemann. Jens Voigt hatte einen Zeitrückstand von 8:44 Minuten.
Die Führung in der Bergwertung holte Daniel Musiol (Volksbank). Er fuhr zusammen mit Kasper Klostergård (CSC), Dominik Roels (Milram) und Jérémy Roy (Française des Jeux) in der Fluchtgruppe. Ihr Vorsprung wuchs bis auf acht Minuten. Musiol wurde auch als aktivster Fahrer geehrt.

### 2. Etappe: München–Hesselberg
| 1 | David de la Fuente | Spanien     | SDV | 3:48:38 h  |
| 2 | Pietro Caucchioli  | Italien     | C.A | + 0:02 min |
| 3 | Thomas Lövkvist    | Schweden    | THR | + 0:02 min |
| 4 | Janez Brajkovič    | Slowenien   | AST | + 0:02 min |
| 5 | Linus Gerdemann    | Deutschland | THR | + 0:02 min |

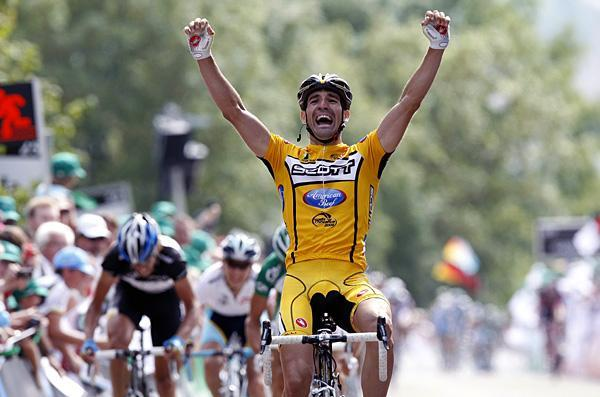
Zieleinfahrt auf der 2. Etappe

Der zweite Tagesabschnitt der Deutschlandtour führte die Fahrer von der bayerischen Landeshauptstadt München auf den Hesselberg in Mittelfranken. Vier Fahrer bildeten die Fluchtgruppe: Bernhard Kohl (Gerolsteiner), Kasper Klostergård (CSC), Yoann Le Boulanger (Française des Jeux) und Markel Irízar (Euskaltel). Ihr maximaler Vorsprung betrug kaum mehr als zwei Minuten. Etwa sechs Kilometer vor dem Ziel wurden die Ausreißer eingeholt.
Am Schlussanstieg der dritten Kategorie attackierte Johan Vansummeren (Silence-Lotto) als Erster. Auch Christophe Le Mével (Crédit Agricole) und Rigoberto Urán (Caisse d’Epargne) griffen an. Aber alle hatten keinen Erfolg. Erst der Antritt von David de la Fuente war erfolgreich. Dies war sein erster Saisonsieg. Der Spanier gewann mit zwei Sekunden Vorsprung auf eine Gruppe mit fünf Fahrern, darunter die besten Vier der Gesamtwertung. Klostergård wurde der aktivste Fahrer.
Mindestens auf dem ersten Teil der Strecke von München nach Augsburg herrschte permanenter Rückenwind.

### 3. Etappe: Herrieden–Wiesloch
| 1 | Leonardo Bertagnolli | Italien   | LIQ | 5:20:34 h  |
| 2 | Rigoberto Urán       | Kolumbien | GCE | + 0:00 min |
| 3 | Thomas Lövkvist      | Schweden  | THR | + 0:00 min |
| 4 | Eros Capecchi        | Italien   | SDV | + 0:00 min |
| 5 | Giovanni Visconti    | Italien   | QST | + 0:00 min |

Die 195 km lange dritte Etappe führte vom mittelfränkischen Herrieden im Landkreis Ansbach über die L 2247 nach Wallhausen, die B 290 nach Rot am See, L 1033 nach Gerabronn, Langenburg, Laßbach und Mäusdorf nach Künzelsau, die L 1045 von Ingelfingen und Niedernhall nach Weißbach, über die L 1050 nach Jagsthausen, die L 1025 nach Möckmühl und von dort zum Zwischenspurt in Mosbach über die Steigungen nach Aglasterhausen und auf den Königstuhl. Von dort waren es noch 23 Kilometer bis zum Ziel in Wiesloch. Der letzte Zwischenspurt war in Heidelberg.
Die erste erfolgreiche Attacke setzten – nach etwa zehn gefahrenen Kilometern – Christian Knees (Milram) und Johannes Fröhlinger (Gerolsteiner), welche beide bereits mehr als fünf Minuten im Gesamtklassement zurücklagen. Ihr maximaler Vorsprung von 7:40 Minuten reichte jedoch nicht aus. Während des Anstieges der zweiten Kategorie zum Königstuhl wurden sie von einer zehnköpfigen Gruppe um Gesamtführenden Linus Gerdemann (Columbia) wieder eingeholt. Diese Gruppe fuhr geschlossen über den Königstuhl.
Auf der Abfahrt attackierten Daniel Navarro (Astana), Leonardo Bertagnolli (Liquigas) und Jussi Veikkanen (Française des Jeux). Letzterer fiel durch einen Defekt aber wieder zurück. Mehrere weitere erfolglose Ausreißversuche erhöhten das Tempo, sodass der Vorsprung des Duos von 35 Sekunden schrumpfte und zwei Kilometer vor dem Ziel noch 11 Sekunden betrug. Bertagnolli konnte die Etappe schließlich gewinnen. Sein Sieg wurde im Jahr 2014 wegen Doping aberkannt. Auf dem Zielstrich hatte er keinen Vorsprung mehr und wurde zeitgleich mit der inzwischen gewachsenen Verfolgergruppe gewertet wurde. Daniel Navarro fiel sogar noch auf Rang sechs zurück.
Der Gesamtelfte Markus Fothen (Gerolsteiner) stürzte auf der regennassen Abfahrt und kam mit 38 Sekunden Rückstand auf den Sieger ins Ziel. Auch die Bergwertung der zweiten Kategorie auf dem Königstuhl kostete Daniel Musiol (Volksbank) seine Führung in der Bergwertung nicht, er führte nun mit 17 Punkten. Auch in der Gesamtwertung änderten sich die vorderen Ränge nicht, da alle Favoriten mit der Spitzengruppe ins Ziel kamen. Nur in der Sprintwertung gab es einen anderen Führenden, Thomas Lövkvist (Columbia) übernahm mit seinem dritten Platz das Sprinttrikot von Teamkollege Gerdemann. Als aktivster Fahrer wurde Christian Knees ausgezeichnet.

### 4. Etappe: Wiesloch–Mainz
| 1 | André Greipel  | Deutschland | THR | 3:59:37 h  |
| 2 | Robbie McEwen  | Australien  | SIL | + 0:00 min |
| 3 | Robert Förster | Deutschland | GST | + 0:00 min |
| 4 | Mark Renshaw   | Australien  | C.A | + 0:00 min |
| 5 | Graeme Brown   | Australien  | RAB | + 0:00 min |

Das Profil der vierten Etappe war flach. Es gab nur zwei Bergwertungen der dritten Kategorie in Neuleiningen und Eisenberg während der 174 Kilometer von Wiesloch in die rheinland-pfälzische Landeshauptstadt Mainz.
Thomas Voeckler (Bouygues Télécom) und Tom Stubbe (Française des Jeux) starteten nach etwa 75 Kilometern einen Ausreißversuch. Ihr maximaler Vorsprung betrug 6:30 Minuten. Sieben Kilometer vor dem Ziel holte das Peloton sie wieder ein – Es kam zum Massensprint. Nach Vorarbeit von Gerald Ciolek konnte sich André Greipel vor Robbie McEwen durchsetzen. Die Führenden der Wertungen änderten sich nicht. Als aktivster Fahrer wurde Thomas Voeckler (Bouygues Télécom) geehrt.

### 5. Etappe: Mainz–Winterberg

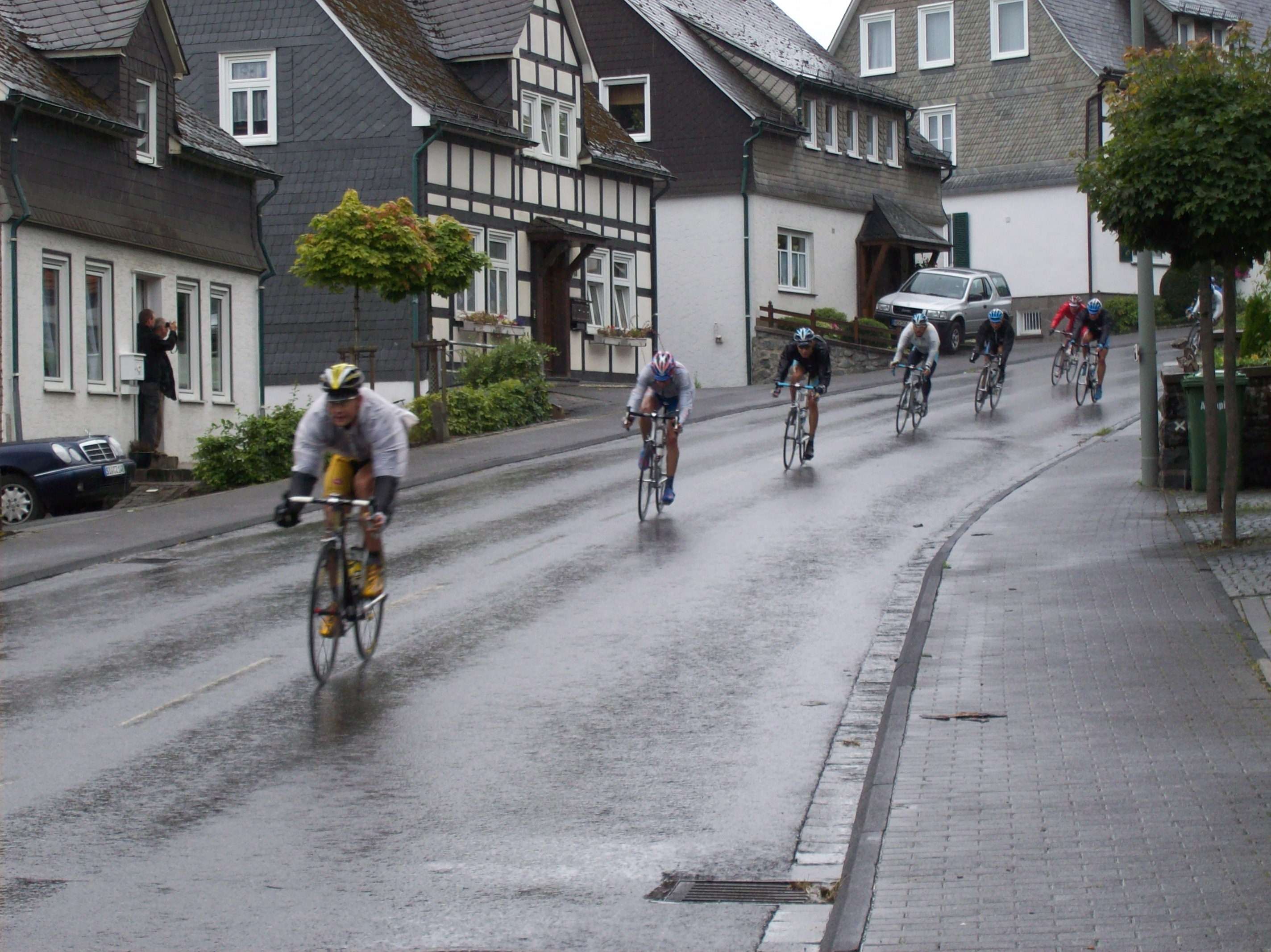
5. Etappe in Schmallenberg

| 1 | Gerald Ciolek        | Deutschland | THR | 5:39:35 h  |
| 2 | Rubens Bertogliati   | Italien     | SDV | + 0:00 min |
| 3 | Leonardo Bertagnolli | Italien     | LIQ | + 0:00 min |
| 4 | Thomas Lövkvist      | Schweden    | THR | + 0:00 min |
| 5 | Johannes Fröhlinger  | Deutschland | GST | + 0:00 min |

Die 218 km lange Mittelgebirgsetappe war der längste Tagesabschnitt der Deutschlandtour 2008. Sie führte die Fahrer von Mainz durch das Rothaargebirge nach Winterberg. Zunächst setzte sich ein Sextett um Gustav Larsson (CSC), Héctor González (Scott), Mario Aerts (Lotto), Pieter Weening (Rabobank), David López García (Caisse d’Epargne) sowie Amaël Moinard (Cofidis) ab, der maximale Vorsprung von ungefähr 4:30 Minuten bei Rennmitte schmolz allerdings schnell zusammen. Die ersten beiden Sprintwertungen entschieden Gustav Larsson und Pieter Weening für sich, bei der ersten Bergwertung auf dem Homberg siegte Larsson.
Die Abfahrt von dieser Bergwertung der dritten Kategorie teilte die Spitzengruppe, sodass sich Gustav Larsson alleine absetzen konnte und die dritte Sprintwertung gewann. Die vier Verfolger, Gonzalez hatte zwischenzeitlich abreißen lassen müssen, verloren rasch über 1:30 Minuten auf Larsson und wurde schließlich vom Feld eingeholt. Dort wurden viele vergebliche Attacken gesetzt, was das zum Anfang auf Grund des starken Regens niedrige Renntempo erhöhte.
Knapp 20 Kilometer vor dem Ziel wurde auch Larsson vom Feld geschluckt, als nächste griffen Peter Velits (Milram) und Kjell Carlström (Liquigas) an, auch sie wurden wenige Kilometer vor dem Ziel gestellt. Das Team Columbia mit dem Träger des Gelben Trikots, Linus Gerdemann, war kurz vor dem finalen Anstieg in Winterberg noch zu viert in der führenden Gruppe vertreten, auch Gerald Ciolek hatte als letzter Sprinter mit den Favoriten mithalten können. Da zuletzt kein Ausreißversuch mehr glückte, konnte Ciolek nach frühen Antritt die Etappe für sich entscheiden, Zweiter wurde Rubens Bertogliati (Scott).
Im Gesamtklassement änderte sich nichts, da alle Spitzenfahrer in der ersten Gruppe vertreten waren. Auch in der Sprint- und Nachwuchswertung hieß der Führende weiterhin Thomas Lövkvist. Ebenso konnte Daniel Musiol die Führung in der Bergwertung mit fünf Punkten Vorsprung verteidigen. Aktivster Fahrer wurde Gustav Larsson.

### 6. Etappe: Bad Fredeburg–Neuss
| 1 | Jussi Veikkanen | Finnland   | FDJ | 4:17:22 h  |
| 2 | Maxim Iglinski  | Kasachstan | AST | + 0:00 min |
| 3 | Thierry Hupond  | Frankreich | SKS | + 0:00 min |
| 4 | Pablo Lastras   | Spanien    | GCE | + 0:00 min |
| 5 | Rémi Pauriol    | Frankreich | C.A | + 0:00 min |

Die 6. Etappe begann im sauerländischen Schmallenberg im Ortsteil Bad Fredeburg und führte über 189 km nach Neuss. Im flachen Profil waren nur zwei Bergwertungen der dritten Kategorie vorgesehen, zudem drei Sprintwertungen in Sundern, Radevormwald und Monheim.
Frühe Attacken waren nicht erfolgreich, sodass das Feld geschlossen über die erste Sprintwertung bei 42 gefahrenen Kilometern fuhr. Kurz darauf griff eine elfköpfige Gruppe an, dessen bestplatzierter Fahrer im Gesamtklassement, Jussi Veikkanen (Française des Jeux), allerdings schon 5:30 Minuten zurücklag. Nachdem die Spitze, zu welcher auch der Deutsche Matthias Russ (Gerolsteiner) sowie der Schweizer David Loosli (Lampre) gehörten, bei Rennkilometer 70 schon mit zweieinhalb Minuten führte, versuchte Titelverteidiger Jens Voigt (Team CSC) den Anschluss herzustellen. Obwohl er zwischenzeitlich nur noch eine Minute zurücklag, schaffte er den Zusammenschluss nicht und ließ sich ins Feld zurückfallen.
Der Vorsprung der Spitzengruppe blieb schließlich bei circa drei Minuten für einige Kilometer konstant, doch durch eine Tempoverschärfung der Sprintermannschaften im Hauptfeld schrumpfte er zwanzig Kilometer vor dem Ziel auf ungefähr 1:30 Minuten. Da er sich anschließend nicht weiter verringerte, stellten zwei Teams ihre Führungsarbeit im Feld wieder ein, sodass die Elfer-Gruppe mit einem deutlichen Vorsprung auf die Schlusskilometer ging. Im Sprint der Spitzengruppe setzte sich schließlich der Finne Jussi Veikkanen vor Maxim Iglinski aus Kasachstan durch, zwei Minuten später erreichte das Feld mit allen Favoriten das Ziel.
Sowohl in der Gesamtwertung als auch in den sonstigen Wertungen änderten sich die vorderen Platzierungen nicht, da die Berg- und Sprintpunkte von in der jeweiligen Gesamtwertung weit zurückliegenden Fahrern gewonnen wurde. Als aktivster Fahrer wurde der drittplatzierte Franzose Thierry Hupond (Skil-Shimano) ausgezeichnet.

### 7. Etappe: Neuss–Georgsmarienhütte
| 1 | Stéphane Augé       | Frankreich  | COF | 4:45:33 h  |
| 2 | Thierry Hupond      | Frankreich  | SKS | + 0:00 min |
| 3 | Mauro Da Dalto      | Italien     | LIQ | + 0:00 min |
| 4 | Johannes Fröhlinger | Deutschland | GST | + 0:00 min |
| 5 | Christian Knees     | Deutschland | MRM | + 0:00 min |

Der 7. Abschnitt führte über 214 km von Neuss nach Georgsmarienhütte in Niedersachsen. Auf dem flachen Profil waren nur zwei Steigungen der dritten Kategorie zu bewältigen, die beide auf frühen Rennkilometern kamen und so nicht entscheidend für das Rennen wirkten.
Wie am Vortag setzte sich eine elfköpfige Gruppe ab, die sich ungefähr bei 30 Kilometern bildete. Unter ihnen befanden sich neben Titelverteidiger Jens Voigt (CSC), der im Gesamtklassement bereits weit zurücklag, noch mehrere prominente Fahrer wie Thomas Voeckler (Bouygues Télécom) oder Christian Knees (Milram). Alle elf Fahrer lagen allerdings schon weit im Gesamtklassement zurück und stellten so keine Gefahr für Linus Gerdemann (Columbia) im Gelben Trikot dar. Daher wuchs der Vorsprung schnell und betrug nach 40 Rennkilometern schon fast drei Minuten.

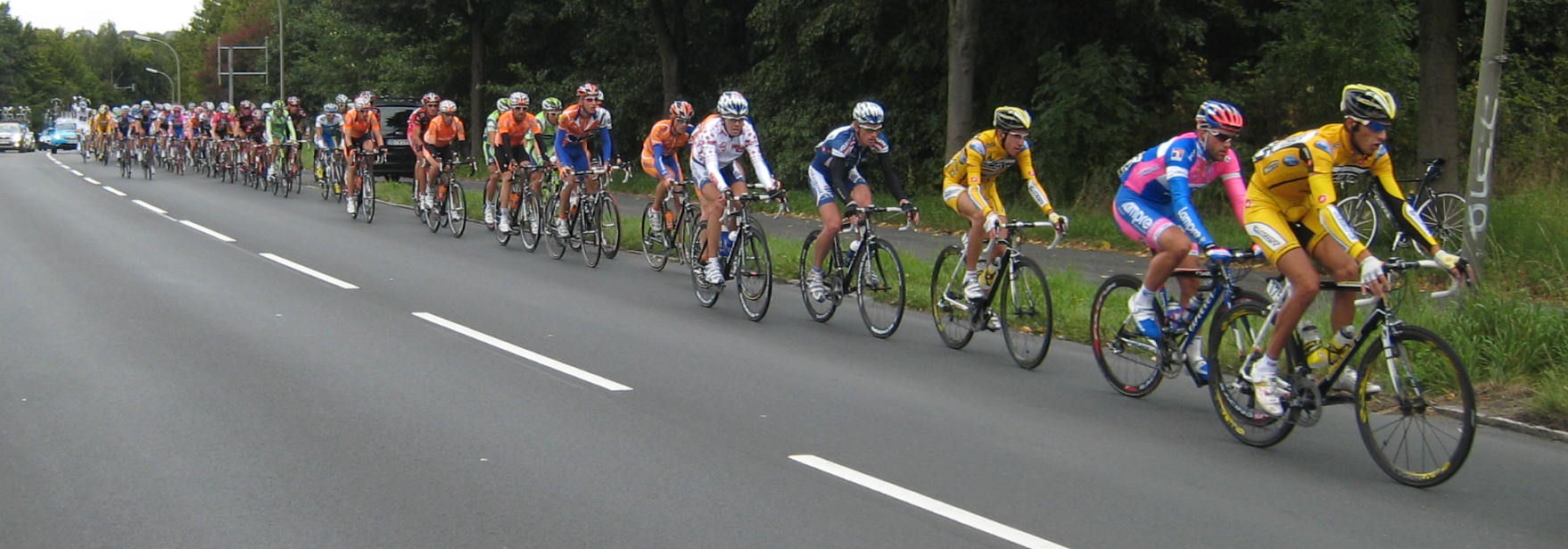
Das Peloton auf der 7. Etappe in Dortmund-Hohensyburg.

Nach 71 Kilometern wurden die ersten Bergpunkte der Etappe vergeben. Weil nur Gerdemann und Thomas Lövkvist (beide Columbia) Daniel Musiol (Volksbank) noch von der Spitze der Bergwertung hätten verdrängen können und beide bei der ersten Wertung keine Punkte sammelten, stand Musiol schon vorzeitig als Gewinner der Bergwertung fest. Danach blieb der Vorsprung der Gruppe um Voigt konstant bei vier bis fünf Minuten.
Trotz einer Tempoverschärfung der Columbia-Mannschaft mit Sprinter Gerald Ciolek als auch des Quick Step-Teams konnte nicht genug Zeit gutgemacht werden, sodass der Vorsprung 15 Kilometer vor dem Ziel noch fast zwei Minuten betrug. In Folge blieben sämtliche Attacken aus der Spitzengruppe ohne Erfolg, im Zielsprint siegte schließlich der Franzose Stéphane Augé (Cofidis) vor Thierry Hupond (Skil-Shimano), der schon bei der sechsten Etappe als aktivster Fahrer geehrt wurde.
Mit 3:54 Minuten Rückstand kam das Feld mit allen Favoriten ins Ziel, weshalb sich in der Gesamtwertung nicht änderte, ebenso in der Sprint- und Nachwuchswertung, wo Thomas Lövkvist Führender bleibt. Für die Sprinter gab es während der gesamten Tour nur einen richtigen Massensprint, zudem siegte einmal Gerald Ciolek als letzter verbliebener Sprintfahrer. Im Mannschaftsklassement übernahm die Liquigas-Mannschaft die Führung, da sie mit einem Fahrer in der Spitzengruppe vertreten war. Jens Voigt, der sich auf dem sechsten Rang platzierte, wurde als aktivster Fahrer ausgezeichnet.

### 8. Etappe: Bremen
| 1 | Tony Martin     | Deutschland | THR | 39:50 min  |
| 2 | Bert Grabsch    | Deutschland | THR | + 0:34 min |
| 3 | Gustav Larsson  | Schweden    | CSC | + 0:48 min |
| 4 | Linus Gerdemann | Deutschland | THR | + 1:17 min |
| 5 | Wladimir Karpez | Russland    | GCE | + 1:43 min |

Zum Finale der 10. Deutschlandtour fand in Bremen ein 34 km langes Einzelzeitfahren statt. Dieses führte in einem Rundkurs von der Stadthalle Bremen (damals offiziell AWD-Dome) über Kuhsiel, Wümmedeich, Ritterhuder Heerstraße und Hafenrandstraße wieder zum Ausgangspunkt zurück.
Es wurde nach der umgekehrten Reihenfolge im Gesamtklassement gestartet, sodass der Deutsche Markus Eichler (Milram) als 122. das Rennen eröffnete. Zunächst wechselten die Bestzeiten im Ziel und bei den beiden Zwischenzeiten häufig, ehe Bert Grabsch (Columbia) die erste deutliche Marke setzte. Mehrere Favoriten verpassten Grabschs Zeit, erst sein Teamkollege Tony Martin konnte ihn von der Spitze verdrängen. Nachfolgend scheiterten auch Gustav Larsson (CSC), der sich auf Rang 3 platzierte, als auch László Bodrogi (Crédit Agricole) an der Bestzeit, Letzterer stürzte auf der regennassen Straße schwer und musste das Rennen beenden.
Da der Regen erst einsetzte, nachdem Grabsch und zum Teil auch Martin ihr Rennen absolviert hatten, profitierten beide davon, dass die Konkurrenten nun vorsichtiger fahren mussten. So verfehlten auch Vorjahressieger Jens Voigt (CSC) und Markus Fothen (Gerolsteiner) ihre letzte Chance auf einen Podestplatz.
Bevor die besten zehn Fahrer auf die Strecke gingen, hatte sich die Fahrbahn teilweise wieder abgetrocknet, dennoch blieben die Zeiten langsamer. Sowohl der Zweitplatzierte Thomas Lövkvist als auch der Führende Linus Gerdemann (beide Columbia) starteten gut und konnten den Slowenen Janez Brajkovič (Astana) distanzieren. Gerdemann fuhr schließlich schneller als Lövkvist und durch dessen Sturz wenige Kilometer vor dem Ziel hatte er zum Schluss fast eine Minute Vorsprung und fuhr das Rennen in gemäßigtem Tempo, um nicht zu stürzen, ins Ziel. Gerdemann wurde schließlich Vierter, Lövkvist Sechster.
So gewann Tony Martin vor Bert Grabsch das Zeitfahren, auch in der Gesamtwertung gab es einen Doppeltriumph für Columbia, da Gerdemann vor Lövkvist siegte. Lövkvist dagegen gewann die Punkte- und die Nachwuchswertung. Schon am Vortag hatte Daniel Musiol (Volksbank) die Bergwertung gewonnen.

## Wertungen im Tourverlauf
Die Tabelle zeigt den Führenden in der jeweiligen Wertung nach der jeweiligen Etappe an.
|          | Gesamtwertung   | Punktewertung   | Bergwertung    | Nachwuchswertung | Mannschaftswertung  |
| -------- | --------------- | --------------- | -------------- | ---------------- | ------------------- |
| Prolog   | Brett Lancaster | Brett Lancaster | nicht vergeben | Gerald Ciolek    | Team Milram         |
| 1.       | Linus Gerdemann | Linus Gerdemann | Daniel Musiol  | Thomas Lövkvist  | Astana              |
| 2.       | Linus Gerdemann | Linus Gerdemann | Daniel Musiol  | Thomas Lövkvist  | Astana              |
| 3.       | Linus Gerdemann | Thomas Lövkvist | Daniel Musiol  | Thomas Lövkvist  | Caisse d’Epargne    |
| 4.       | Linus Gerdemann | Thomas Lövkvist | Daniel Musiol  | Thomas Lövkvist  | Caisse d’Epargne    |
| 5.       | Linus Gerdemann | Thomas Lövkvist | Daniel Musiol  | Thomas Lövkvist  | Caisse d’Epargne    |
| 6.       | Linus Gerdemann | Thomas Lövkvist | Daniel Musiol  | Thomas Lövkvist  | Astana              |
| 7.       | Linus Gerdemann | Thomas Lövkvist | Daniel Musiol  | Thomas Lövkvist  | Liquigas            |
| 8. (EZF) | Linus Gerdemann | Thomas Lövkvist | Daniel Musiol  | Thomas Lövkvist  | Scott-American Beef |

- Während der 1. Etappe trug Gustav Larsson das Punktetrikot
- Während der 2. und 3. Etappe trug Thomas Lövkvist das Punktetrikot
- Auf den Etappen 2–8 trug Janez Brajkovič das Weiße Trikot des besten Nachwuchsfahrers

## Ausgeschiedene Fahrer
| Etappe     | Fahrer               | Team                    | Grund             |
| ---------- | -------------------- | ----------------------- | ----------------- |
| DNS Prolog | Dario Cataldo        | Liquigas                | Krankheit         |
| DNF 1.     | Denis Menschow       | Rabobank                | unbekannt         |
| DNF 1.     | Christophe Brandt    | Silence-Lotto           | unbekannt         |
| DNF 1.     | Sergei Jakowlew      | Astana                  | Sturz             |
| DNF 1.     | Brett Lancaster      | Team Milram             | Magenprobleme     |
| DNS 3.     | Albert Timmer        | Skil-Shimano            | unbekannt         |
| DNS 5.     | Thor Hushovd         | Crédit Agricole         | unbekannt         |
| DNS 5.     | Maarten den Bakker   | Skil-Shimano            | unbekannt         |
| DNS 5.     | Anthony Charteau     | Caisse d’Epargne        | unbekannt         |
| DNF 5.     | Mathieu Perget       | Caisse d’Epargne        | unbekannt         |
| DNF 5.     | Olaf Pollack         | Team Volksbank-Corratec | unbekannt         |
| DNF 5.     | Robert Wagner        | Skil-Shimano            | unbekannt         |
| DNF 5.     | Martin Müller        | Team Milram             | unbekannt         |
| DNF 5.     | Sylvain Calzati      | ag2r La Mondiale        | unbekannt         |
| DNF 5.     | Giovanni Bernaudeau  | Bouygues Télécom        | unbekannt         |
| DNF 5.     | Pascal Hungerbühler  | Team Volksbank-Corratec | unbekannt         |
| DNF 5.     | Sébastien Portal     | Cofidis                 | unbekannt         |
| DNF 5.     | Sébastien Chavanel   | Française des Jeux      | unbekannt         |
| DNS 6.     | Matej Mugerli        | Liquigas                | unbekannt         |
| DNF 6.     | Tom Stubbe           | Française des Jeux      | unbekannt         |
| DNF 6.     | Hubert Schwab        | Quick Step-Innergetic   | unbekannt         |
| DNF 6.     | Yoann Le Boulanger   | Française des Jeux      | unbekannt         |
| DNF 6.     | Jérémy Roy           | Française des Jeux      | unbekannt         |
| DNS 7.     | Robbie McEwen        | Silence-Lotto           | unbekannt         |
| DNS 7.     | Nick Gates           | Silence-Lotto           | unbekannt         |
| DNS 7.     | Matthias Russ        | Gerolsteiner            | familiäre Gründe  |
| DNF 7.     | Robert Förster       | Gerolsteiner            | Furunkel am Gesäß |
| DNF 7.     | Maxim Iglinski       | Astana                  | unbekannt         |
| DNF 7.     | Mark Renshaw         | Crédit Agricole         | unbekannt         |
| DNF 7.     | Christophe Mengin    | Française des Jeux      | unbekannt         |
| DNF 7.     | Leonardo Bertagnolli | Liquigas                | unbekannt         |
| DNF 7.     | William Bonnet       | Crédit Agricole         | unbekannt         |
| DNS 8.     | Graeme Brown         | Rabobank                | unbekannt         |
| DNS 8.     | Gerald Ciolek        | Team Columbia           | unbekannt         |
| DNS 8.     | Rigoberto Urán       | Caisse d’Epargne        | unbekannt         |
| DNS 8.     | Mauro Da Dalto       | Liquigas                | unbekannt         |
| DNS 8.     | Giovanni Visconti    | Quick Step-Innergetic   | unbekannt         |
| DNS 8.     | David Loosli         | Lampre                  | unbekannt         |
| DNS 8.     | Francesco Gavazzi    | Lampre                  | unbekannt         |
| DNS 8.     | Mirco Lorenzetto     | Lampre                  | unbekannt         |
| DNS 8.     | David de la Fuente   | Scott-American Beef     | unbekannt         |
| DNS 8.     | Ángel Gómez          | Scott-American Beef     | unbekannt         |
| DNF 8.     | László Bodrogi       | Crédit Agricole         | Sturz             |

## Preisgelder
|                    | 1.       | 2.      | 3.      | … | 20.   | Täglich |
| ------------------ | -------- | ------- | ------- | - | ----- | ------- |
| Gesamtwertung      | 14.000 € | 8.000 € | 6.000 € | … | 250 € | 300 €   |
| Punktewertung      | 04.000 € | 2.000 € | 0600 €  | – | –     | 200 €   |
| Bergwertung        | 04.000 € | 2.000 € | 0600 €  | – | –     | 200 €   |
| Nachwuchswertung   | 01.500 € | –       | –       | – | –     | 150 €   |
| Mannschaftswertung | –        | –       | –       | – | –     | –       |
| Aktivster Fahrer   | –        | –       | –       | – | –     | –       |

|                          | Sieger  | Anmerkung                            |
| ------------------------ | ------- | ------------------------------------ |
| Etappenwertung           | 4.000 € | gestaffelt bis zum 20. Platz (100 €) |
| Zwischensprint           | 0100 €  | 21 Zwischensprints während der Tour  |
| Bergwertung 1. Kategorie | 0200 €  | 02 Wertungen während der Tour        |
| Bergwertung 2. Kategorie | 0130 €  | 03 Wertungen während der Tour        |
| Bergwertung 3. Kategorie | 065 €   | 10 Wertungen während der Tour        |
| Aktivster Fahrer         | 0150 €  | Ausgenommen Zeitfahren               |